# Fatubolo
Fatubolo (Fatubolu, Fatubalu) ist ein osttimoresischer Suco im Verwaltungsamt Hatulia B (Gemeinde Ermera).

## Geographie

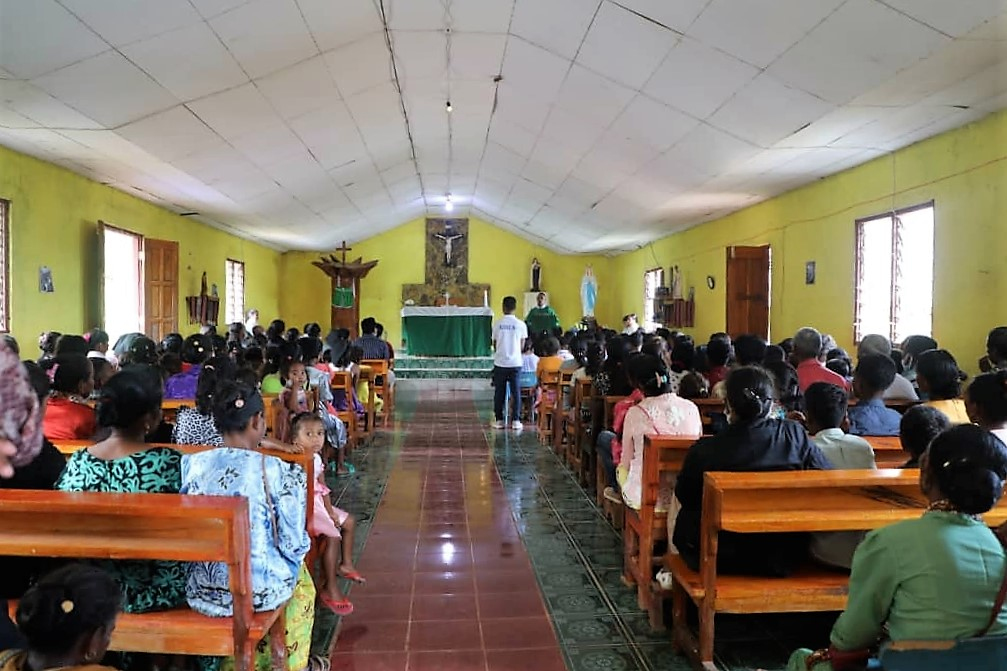
Capela do Santa Terezinha de Meninha Jesus in Poerema

Vor der Gebietsreform 2015 hatte Fatubolo eine Fläche von 10,41 km². Nun sind es 11,48 km². Der Suco liegt im Südosten des Verwaltungsamts Hatulia B. Nördlich liegen die Sucos Lisapat und Mau-Ubo und westlich der Suco Fatubessi. Im Süden grenzt Fatubolo an das Verwaltungsamt Hatulia mit den Sucos Manusae und Coilate-Letelo und im Osten an das Verwaltungsamt Ermera mit seinen Sucos Poetete Vila und Ponilala. Im Suco entspringt der Fluss Manusama, der nach Westen fließt und einen Teil der Grenze zu Fatubessi bildet. Er mündet schließlich in den südlichen Grenzfluss, den Bapera. Die Flüsse gehören zum System des Lóis.
Der Ort Fatubolo liegt im Nordosten des Sucos, auf einer Meereshöhe von 1269 m.
Zwischen Manusama und Bapera liegen im Südwesten von Fatubolo die Dörfer Poerema und Aiprado. Im Nordosten liegt der Ort Fatubolo. Der Ort Aitemua reicht über die Grenze bis in den Suco Lisapat. Eine Grundschule gibt es in Aitemua und Poerema (Escola Primaria Poerema) und in Aiprado eine medizinische Station.
Im Suco befinden sich die vier Aldeias Aitemua, Apirado, Fatubolo und Poerema.

## Einwohner

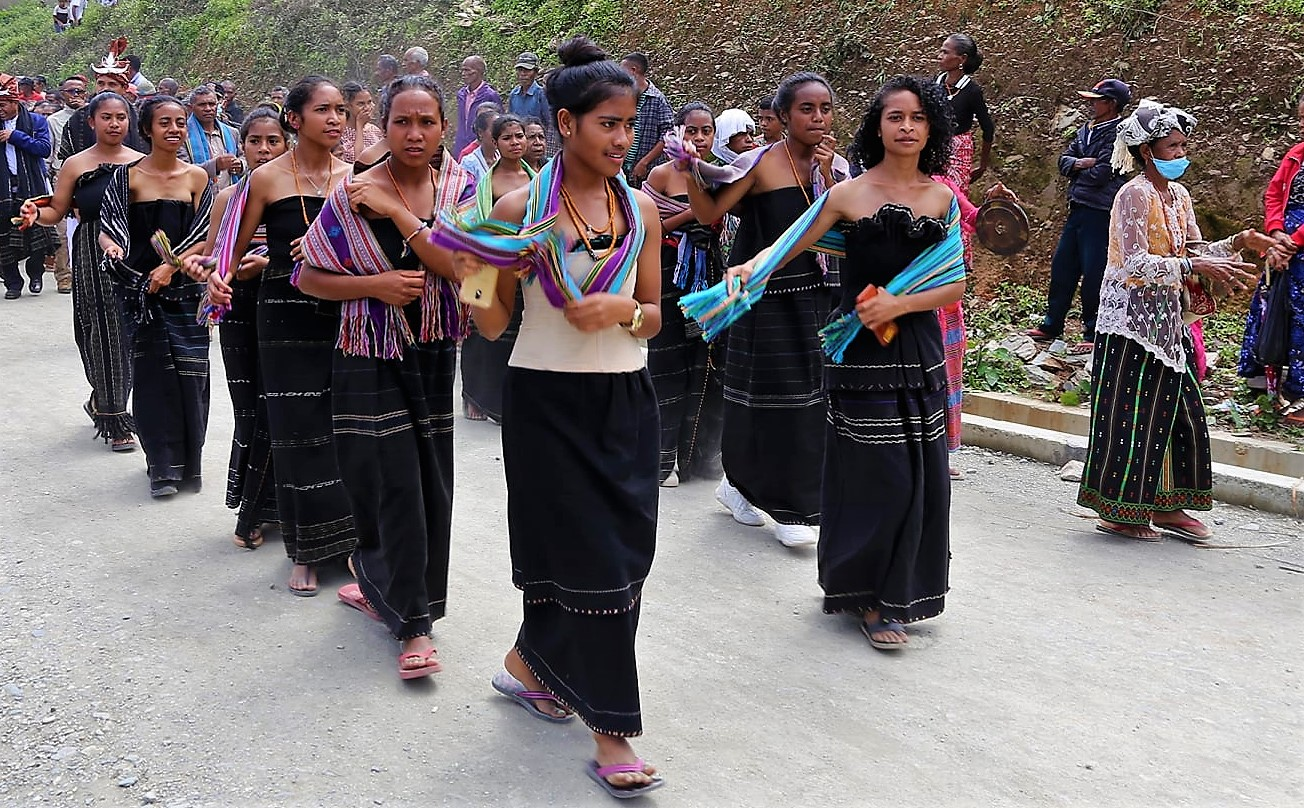
Festtag in Fatubolo

Im Suco leben 5.910 Einwohner (2022), davon sind 2.986 Männer und 2.924 Frauen Im Suco gibt es 990 Haushalte. Über 61 % der Einwohner geben Mambai als ihre Muttersprache an. Über 37 % sprechen Tetum Prasa und eine kleine Minderheit Atauru.

## Geschichte
Während der Unruhen von 1999 operierten zwischen dem 27. Januar und September in der Region die pro-indonesischen Milizen Darah Merah, Aitarak und Pancasila zusammen mit dem indonesischen Militär gegen Befürworter der Unabhängigkeit Osttimors. Zwischen dem 10. und 14. Mai wurden Fatubolo und andere Sucos in der Region überfallen.

## Politik

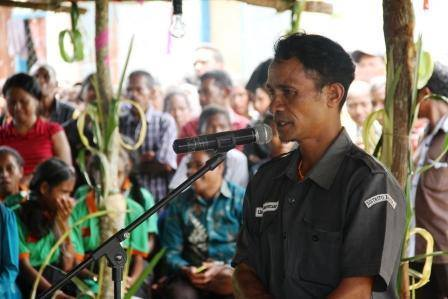
Agelino Soares (2016)

Bei den Wahlen von 2004/2005 wurde Zino Pereira zum Chefe de Suco gewählt. Bei den Wahlen 2009 gewann Agelino Soares und wurde 2016 in seinem Amt bestätigt.